# Giuana Prugger
Giuana Prugger (* 13. Februar 1992 in St. Ulrich in Gröden) ist eine italienische Fußballspielerin.

## Karriere
Prugger begann in ihrem Geburtsort beim dort ansässigen FC Gherdëina mit dem Fußballspielen. Im Alter von 17 Jahren gelangte sie zum SV Schlern, für den sie einzig in der Saison 2005/06 zu Punktspielen gekommen ist. Von 2006 bis 2008 war sie als Spielerin für den in ASV Vintl aus der gleichnamigen Gemeinde im unteren Pustertal in Südtirol aktiv. Zur Saison 2008/09 wurde sie vom FC Bayern München verpflichtet, für deren Zweite Mannschaft sie ihre Premierensaison im deutschen Frauenfußball in der drittklassigen Regionalliga Süd bestritt und am Saisonende in die 2. Bundesliga Süd aufstieg. Als Liganeuling konnte ihre Mannschaft die Spielklasse am Saisonende behaupten; Prugger kehrte in ihre Heimat Südtirol zurück und bestritt in der Saison 2010/11 14 Punktspiele für die Frauenfußballabteilung des FC Südtirol in der Serie A.
Neben dem Sport besuchte sie das ITC Raetia, hielt sich im Jahr 2011 in den Vereinigten Staaten auf und schrieb sich an der Universität von Bridgeport im Bundesstaat Connecticut ein. Für das Sport-Team Purple Knights kam sie in 18 Spielen, in denen sie vier Tore erzielte, in der Division II der NCAA zum Einsatz.
Nach Südtirol zurückgekehrt, kam sie in der Saison 2012/13 – ein zweites Mal für die Frauenfußballabteilung des FC Südtirol – in der höchsten Spielklasse des italienischen Frauenfußballs zum Einsatz.
Vom 1. Januar 2014 bis zum 3. Juni 2017 war sie Vertragsspielerin des FC Wacker Innsbruck, für den sie 38 Punktspiele in der
Bundesliga bestritt; seit der Saison 2017/18 spielt sie für den SSV Brixen. Seit 2023 spielt sie für SG Schlern Damen.

## Erfolge
- Meister Regionalliga Süd 2009